# Jim Lea
James Whild Lea (născut pe 14 iunie 1949 la The Melbourne Arms Pub, Wolverhampton, West Midlands, Anglia) este un muzician englez cel mai cunoscut pentru faptul că a cântat la chitară bas, claviaturi, vioară, chitară și voce de fundal în trupa engleză de rock, Slade.

## Discografie

### Albume
- A Day in The Life of The Dummies (1991 - în The Dummies)
- Therapy (2007 - creditat ca James Whild Lea)
- Replugged/Official Bootleg of Jim Jam Live at The Robin 16th Nov 2002 (2007 - creditat ca Jim Lea)

### Single-uri
- 1979 The Dummies - "When The Lights Are Out"
- 1980 The Dummies - "Didn't You Use To Use To Be You"
- 1981 The Dummies - "Maybe Tonight"
- 1982 China Dolls - "Ain't Love Ain't Bad"
- 1985 Jimmy Lea - "Citizen Kane"
- 1990 The Clout - "We'll Bring The House Down"
- 1994 Gangs Of Angels - "Hello Goodbye"
- 1995 Greenfields Of Tong - "Poland"
- 1996 Jimbo feat Bull - "Coz I Luv You"
- 1999 Whild - "I'll Be John, You Be Yoko"